# Lee Eun-hye
Lee Eun-hye (Hebei, 2 de maio de 1995) é uma mesa-tenista sul-coreana.

## Carreira
Enquanto trabalhava como jovem jogadora de tênis de mesa na Mongólia Interior, ela foi selecionada por Yang Young-ja, medalhista de ouro em duplas femininas de tênis de mesa nos Jogos Olímpicos de Verão de 1988, que servia como missionária de tênis de mesa na época. O desejo sincero do pai de Lee Eun-hye e de Lee Eun-hye de ir para a Coreia foi transmitido a uma família através de Yang Young-ja, e ela se tornou coreana por adoção.
Nos Jogos Olímpicos de Verão de 2024, em Paris, conquistou a medalha de bronze na disputa de equipes femininas, ao lado de Jeon Ji-hee e Shin Yu-bin.